# DREAM!ing
《DREAM!ing》(드림밍)은 코로프라가 착신한 스마트폰 게임이다.
2021년 5월 17일에 서비스가 종료되었다.